# Cambridge University Press

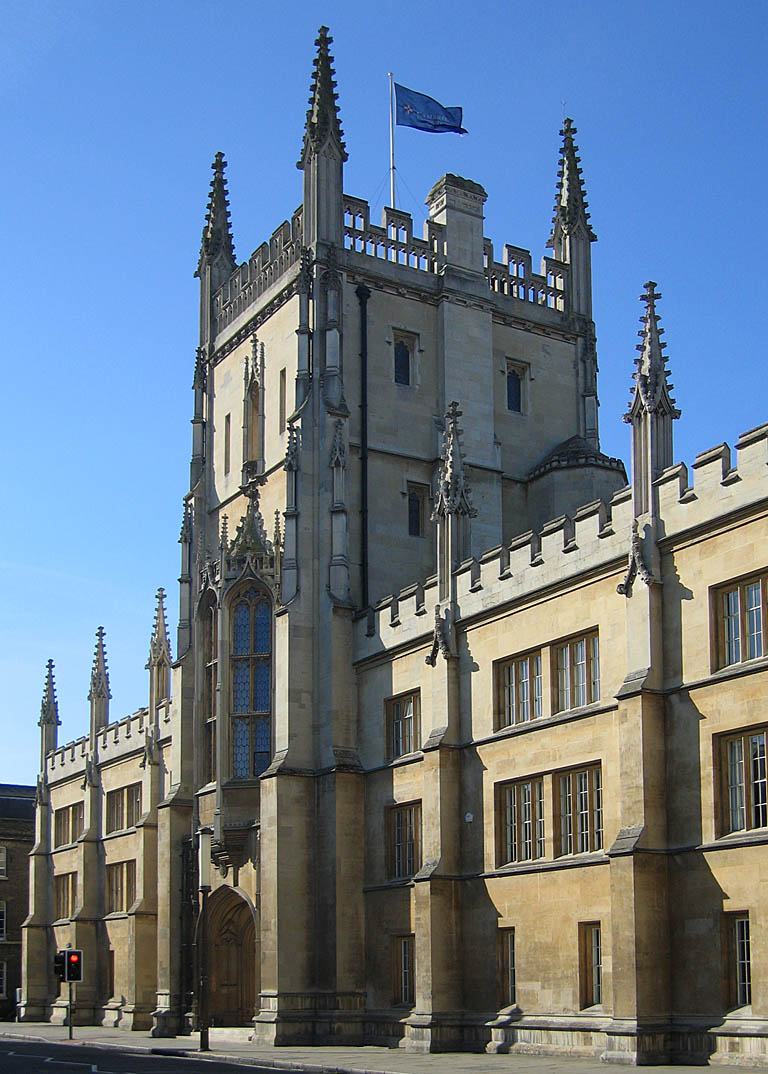
Видавництво Кембриджського університету, Кембридж, Англія

Cambridge University Press (скор.: CUP; укр. Видавництво Кембріджського університету) — університетське видавництво, що входить до складу Кембриджського університету в Англії.
Cambridge University Press наразі публікує понад 420 рецензованих академічних наукових журналів, які охоплюють теми гуманітарних й соціальних наук, науки, технологій і медицини.

## Короткий опис
Головний осідок видавництва розташований в місті Кембридж. Окрім того видавництво має 60 філій. У видавництві працюють близько 1800 співробітників.
Засноване 1534 року Генріхом VIII Тюдором. Поряд з Oxford University Press це друге видавництво, що має статус privileged presses з правом друкувати Біблію короля Якова.
До авторів видавництва належать такі імена, як Джон Мільтон, Вільям Гарвей, Ісаак Ньютон, Бертран Рассел та Стівен Гокінг. В актуальному покажчику видавництва пропонується 34 000 назв книжок, до яких щорічно додається близько 2800 нових назв чи видань. Видавництво публікує 240 наукових журналів.
Видавництво Кембриджського університету відоме також своїми підручниками для вивчення англійської мови.

## Видання
- Journal of the International Phonetic Association